# Œuf de Pierre le Grand
L'œuf de Pierre le Grand est un œuf de Fabergé réalisé en 1903 par le joailler russe Pierre-Karl Fabergé. Commandé par le tsar Nicolas II pour sa femme, il a été acquis en 1947 par le musée des Beaux-Arts de Virginie, à Richmond, aux États-Unis.